# Argentina als Jocs Paralímpics de Barcelona 1992
La participació d'Argentina als Jocs Paralímpics de Barcelona 1992 va ser la novena actuació paralímpica dels esportistes argentins en, la també, novena edició dels Jocs Paralímpics.
La delegació argentina es va presentar en quatre esports (natació, atletisme, tennis de taula i basquetbol en cadira de rodes), amb 27 esportistes però amb la limitació que es va incloure a una sola era dona. Argentina va competir en 31 esdeveniments masculins i només dos esdeveniments femenins.
L'equip paralímpic va obtenir dues medalles (una d'or i una de plata) ambdues assolides en atletisme per Horaci Bascioni. Lluny dels acompliments del període 1960-1980 i amb una greu reculada a causa de l'exclusió de les esportistes dones -que històricament es va aproximar a la meitat de la delegació-, i encara considerant baixa la quantitat de medalles obtingudes d'acord amb la mitjana històrica, va ser positiu l'assoliment de guanyar una medalla d'or, que no s'aconseguia des de 1980.
Argentina va ocupar la 40ª posició en el medaller general, sobre 82 països participants.

## Medaller
| Medalla | Nom             | Esport    | Esdeveniment                        |
| ------- | --------------- | --------- | ----------------------------------- |
| 1       | Horaci Bascioni | Atletisme | Llançament de javelina THW2 masculí |
| 2       | Horaci Bascioni | Atletisme | Llançament de bala THW2 masculí     |

## Dues medalles en atletisme
L'equip d'atletisme va obtenir dues medalles, una d'or (javelina) i una altra de plata (bala), ambdues obtingudes per Horaci Bascioni amb rècord paralímpic en el primer cas.

## Esportistes
La delegació esportiva argentina va estar integrada pel següent equip: 
- Masculí: Marcelo Angelucci, Pablo Astoreca, Horaci Bascioni, Vitaliano Brandoli, Pablo Carozo, Fabián Castella, José Ceballos, Miguel Cibelli, Héctor Coronel, Roque de Grazia, Gustavo Duffourc, Rubén Dusso, Luis Godoy, Eduardo Gómez, José Daniel Haylan, Juan Jerez, Héctor Leurino, Candelario Mamani, José Leonardo Marí, Héctor Miras, Santiago Morrone, Fabián Pasiecznik, Luis Paz, Omar Pochettino, Javier Salomón, Daniel Sotomayor.[1]

- Femení: Marta Makishi.[1]